# 対馬仏像盗難事件
対馬仏像盗難事件（つしまぶつぞうとうなんじけん、ハングル: 쓰시마 불상 도난 사건）とは、2012年（平成24年）に、長崎県対馬市の三つの神社・寺院から、韓国人窃盗団によって重要文化財の仏像2体などが連続盗難された事件。韓国の地方裁判所が盗難仏像の日本への返還を事実上拒否する決定を下したが、この判決に韓国政府が控訴、2023年10月26日最高裁で日本側の主張を認める判決が確定した。
2014年（平成26年）11月、2019年（令和元年）10月にも別の仏像盗難事件が起こっている。

## 事件の経緯

### 発生から犯人逮捕まで
2012年10月8日、対馬の海神神社の国指定の重要文化財「銅造如来立像」（統一新羅時代）、観音寺の長崎県指定有形文化財の「銅造観世音菩薩坐像」（高麗時代）、多久頭魂神社の長崎県指定有形文化財の「大蔵経」が、8人の韓国人窃盗団に盗まれた。なお、これ以前にも韓国人により日本に所在する仏像や仏画が盗難され韓国に持ち出される事例が多発していた。
2013年1月29日、窃盗と密輸の容疑で韓国人窃盗団5人が韓国警察に逮捕され、韓国国内で仏像2体が回収された（「大蔵経」の行方は不明）。
本来なら盗難文化財と判明すれば文化財不法輸出入等禁止条約に基づいて直ちに日本に仏像が返還されるのだが、忠清南道瑞山市にある曹渓宗の浮石寺(プソクサ)が、「観音寺の銅造観世音菩薩坐像は、元々倭寇に略奪された仏像である」と主張して返還しないよう求め、韓国の主要メディアも、元は日本による略奪だったので返還する必要はないとの論調で報じた（後述）。
2013年6月28日、大田地裁は窃盗団7人のうち6人に懲役1 - 4年の実刑判決を言い渡した。韓国への搬入を手伝ったとされる1人は無罪が確定した。判決では仏像の所有権関係や返還については言及していない。

### 地裁判決、韓国政府による控訴
2013年2月、韓国 大田地裁は、浮石寺の「有体動産占有移転の禁止仮処分申請」を認め、「観音寺側（日本側）が仏像を正当に取得したということを訴訟で確認するまで、日本に仏像を返還してはならない」として事実上の返還拒否を決定した。
大田地裁のジャン･ドンヒョク公判判事は｢仏像が日本に返還されれば、浮石寺の所有だと最終判断がなされたときにすでに仏像はなくなっていて、浮石寺の所有権を行使できない恐れがある｣と語った。2017年1月26日、大田地裁は「所有権は浮石寺にあり、正常ではない過程で観音寺に移された」として、韓国政府に対し、仏像の浮石寺への引き渡し命じた。韓国政府は判決を不服として大田高裁に控訴した。
観音寺は裁判に参加するための書類を提出していて、2021年11月24日に行われた裁判で観音寺の参加が認められた。

### 控訴審、最高裁判決
2023年2月1日、大田高裁は「原告が仏像の所有権を取得したと見なすことはできない」「観音寺が所有権を取得できる民法上の『取得時効』の20年を超えて仏像を占有してきた」ことから、観音寺の所有権を認め一審判決を取り消し、浮石寺の訴えを棄却する判決を言い渡した。
そして2023年10月26日、韓国大法院（最高裁）は観音寺の所有権を認めた高裁判決を支持し、仏像の引き渡しを求めた韓国の寺の請求を棄却した。

### 1体のみ返還
2015年7月18日、海神神社の銅造如来立像については、所有者が名乗り出ていなかったため日本に返還された。盗難時に右手中指の先端が約2ミリ欠損していた事実が確認されたが元々鋳造時に指先まで銅が届かず欠損していた部分を後年取り付けたか、盗難以前に欠損し修復されていた部分で強度が不足していたと考えられる。そのために修復には韓国側に説明を求めず、政府が補修費用を半額補助する方針が伝えられた。観音寺の観世音菩薩坐像については浮石寺が所有権を主張しているため、未だに返還されていなかったが後述の通り日韓国交回復60周年目を節目として円満解決に向けた協議がなされ返還されることとなり、2025年5月、事件発生から13年を経て観音寺に返還された 。
2016年7月5日、浮石寺の円牛住職は「日本では、韓国が盗んだ物を返していないと言われているが、そうではない。盗んだ人は逮捕され、処罰された。それで窃盗事件は終わった。」として事件の解決を宣言した。

### 円満解決へ
韓国最高裁は2023年10月、14世紀に仏像を安置したとの記録がある「瑞州浮石寺」と現在の浮石寺は同一と認定する一方、二審の判断を支持し浮石寺の訴えを退けた。最高裁判決を踏まえ、浮石寺と観音寺の双方が25年に日韓国交正常化60年という節目を迎えることもあり、引き渡しに向けた円満解決で合意した。
2025年1月24日、日本側に返還するための行事が大田（テジョン）市の国立文化遺産研究院で開かれた。韓国の検察当局に押収された状態にあった仏像は書類上、観音寺側に引き渡された。
2025年5月5日、浮石寺は、仏像の日本への返還に先立ち執り行った100日間の法要を終えた。
同年5月12日、仏像が対馬市内に戻り、観音寺で寺の関係者や警察などの立ち会いのもと、非公開でこん包が解かれ、現在の状態などの確認が行われた。その後、檀家の地元住民らを集めて法要が営まれた。今後は対馬博物館で展示、保管される。

## 韓国側の主張
メディアの主張
中央日報は「（日本側が）略奪や強制搬出した事実が確認されれば話が変わる」と主張、ハンギョレは「国宝級仏像は略奪物？」の記事で「返還拒否には流出の不法性を証明しなければならないが、事実上不可能との見解が優勢だ」と指摘、YTN局は文禄・慶長の役の際に仏像が流出した可能性が大きいと主張した。
韓国の大学教授らは銅造如来立像は神功皇后が、観世音菩薩坐像は倭寇（または豊臣秀吉）が、朝鮮から日本に略奪したと主張し、日本が返還を求めるならば入手経路を明らかにしなければならないという世論を形成していった。
瑞山市の主張
2013年2月、忠清南道瑞山市は日本への返還に反対した。
曹渓宗評議会の主張
韓国最大の仏教宗派曹渓宗瑞山市住持評議会は「文化財の不法略奪、不法流出、盗難経行為ついては、歴史的・時代的状況を遡及して適用すべきだ。窃盗団は法に従い厳重に処罰されるべきだが、仏像は過去の（朝鮮半島からの）流出経路が明らかになるまで日本に返還してはならない」としたうえで「調査の間は国連教育科学文化機関（ユネスコ)の仲介を通じて、遺物を第三国に預けることを検討すべき」と主張した。
韓国浮石寺の主張
窃盗された仏像を所有する忠清南道瑞山市にある曹渓宗の浮石寺（プソクサ）は、この仏像は元々は韓国の寺院浮石寺のものであり倭寇に略奪されたという理由で日本の寺院への返還を拒否している。また浮石寺は大田地方裁判所に返還差し止めの仮処分申請（有体動産占有移転の禁止仮処分申請）をし、裁判所は「観音寺側が仏像を正当に取得したということを訴訟で確認するまで、日本に仏像を返還してはならない」という決定を下した。
裁判で浮石寺は500年 - 600年前に倭寇が強奪した仏像だと主張する根拠を求められたが、｢根拠を示す鑑定書は仏像を失ったときに、思い出すのが悲しいので捨てた｣と主張し、根拠は提示できなかった。
2013年3月14日には持ち去られた浮石寺の僧侶と国会議員、市民団体ら6人が来日し、観音寺にも訪問したが、観音寺では門前払いとなった。浮石寺の僧侶らは記者会見で、観音寺側に来日前に知らせたにもかかわらず出迎えもないと批判し、「この問題の解決には日韓ともに偏ったナショナリズムにとらわれないことが重要だ｣と述べた。
浮石寺の創建に登場する人物のマスコットキャラクターの人形や小型の仏像も持参したが、観音寺は「まずはうちの仏像を背負って一刻も早く持ってきて欲しい」として受け取らなかった。金額に換算すれば、このマスコット人形は850円であるのに対し、盗まれた仏像は数億円に相当する。
浮石寺は「韓国は日本に仏教や仏像を伝えました。それなのに日本人は寺を燃やし仏像を奪っていきました。過去の歴史を日本は認める姿勢はあるのかということです。返還して欲しければ略奪ではなく友好的に贈られたことを日本側が証明すべきだ」と語った。

## 日本側の反応
観音寺の田中節孝前住職は、仏像は李氏朝鮮時代の仏教弾圧から守るために対馬に持ち込まれ、大切に守ってきたもので、韓国人から感謝されることはあっても、「略奪」呼ばわりするとは、開いた口がふさがらない、と語っている。対馬市では、市の人口の約半数の16803人分の仏像の早期返還を求める署名が集まり、2018年1月25日、観音寺は韓国政府に仏像の早期返還を働きかけるよう求める要望書を外務省や県などに送付した。その一方で、朝日新聞は韓国に盗まれた仏像を日韓の共有財産にすることでの解決を求めている。
対馬市厳原港では、毎年8月の第1土日曜日に「厳原港まつり」を開いているが、1988年から祭名に「アリラン」を加え「厳原港まつり対馬アリラン祭」としていた。しかし仏像盗難事件が起こったため、2013年に、祭名から「アリラン」を削除し、1980年から行われていた朝鮮通信使行列も中止したが、行列を主催する「朝鮮通信使行列振興会」の働きかけにより、翌年には日韓国交50周年を理由に再開されている。

## 2014年11月の対馬仏像盗難事件

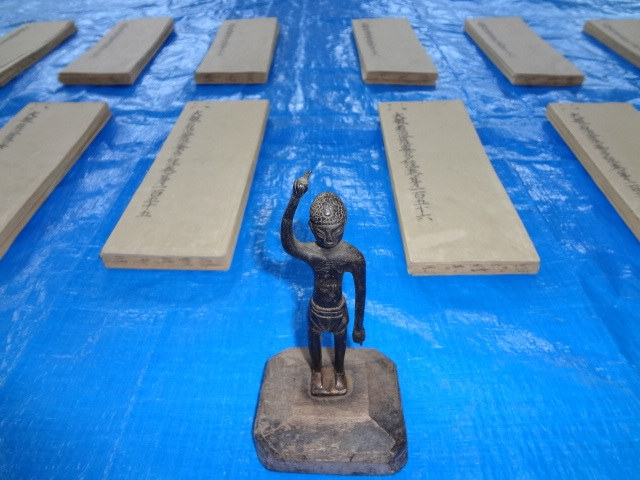
摘発された仏像と経典

2014年11月24日、梅林寺 (対馬市)から誕生仏と大般若経を盗み大韓民国に持ち出そうとした韓国人の男5人が対馬南警察署に逮捕された。

## 2019年10月の対馬仏像盗難事件
2019年10月17日、円通寺から県指定有形文化財「銅造薬師如来坐像」を盗みだした疑いで神戸市長田区の飲食店従業員の男ら3人を逮捕した。

## 波及
2013年、仏像返還を差し止める仮処分が決定したことを受け、九州国立博物館が韓国の博物館との共催を予定していた「百済展」に対して日本側の出品予定者から韓国での展示を懸念する声が高まった結果、九州国立博物館は開催を断念した。

## 関連文献
- 菅野朋子「特別レポート 消えた「重要文化財」を追え！ 壱岐・安国寺の寺宝は「韓国の国宝」になっていた！」『週刊新潮』第50巻(第39号) (通号 2517)、新潮社、2005年10月13日、50-53頁、ISSN 0488-7484。
- 菅野朋子『韓国窃盗ビジネスを追え 狙われる日本の「国宝」』新潮社、2012年10月18日。ISBN 978-4-10-332961-9。
- 菅野朋子「韓国の組織犯罪"重文窃盗ビジネス"の闇」『WiLL』第101号、ワック、2013年5月、64-71頁。
- 菅野朋子「対馬の文化財窃盗事件の闇をルポ 韓国法廷で仰天証言も！ 愛国窃盗団は1億円で仏像を古美術商へ売り飛ばそうとしていた 韓国側の本音は「返還すべき事案」」『週刊朝日』第118巻(第22号) (通号 5194)、朝日新聞出版、2013年5月31日、118-121頁。
- 岡本隆司「WEDGE OPINION 盗難仏像返還差し止め 対馬も｢我が領土｣ 慕華侮日の韓国」『Wedge』第25巻(第9号) (通号 293)、ウエッジ、2013年9月、10-12頁。